# Cache de paranyer

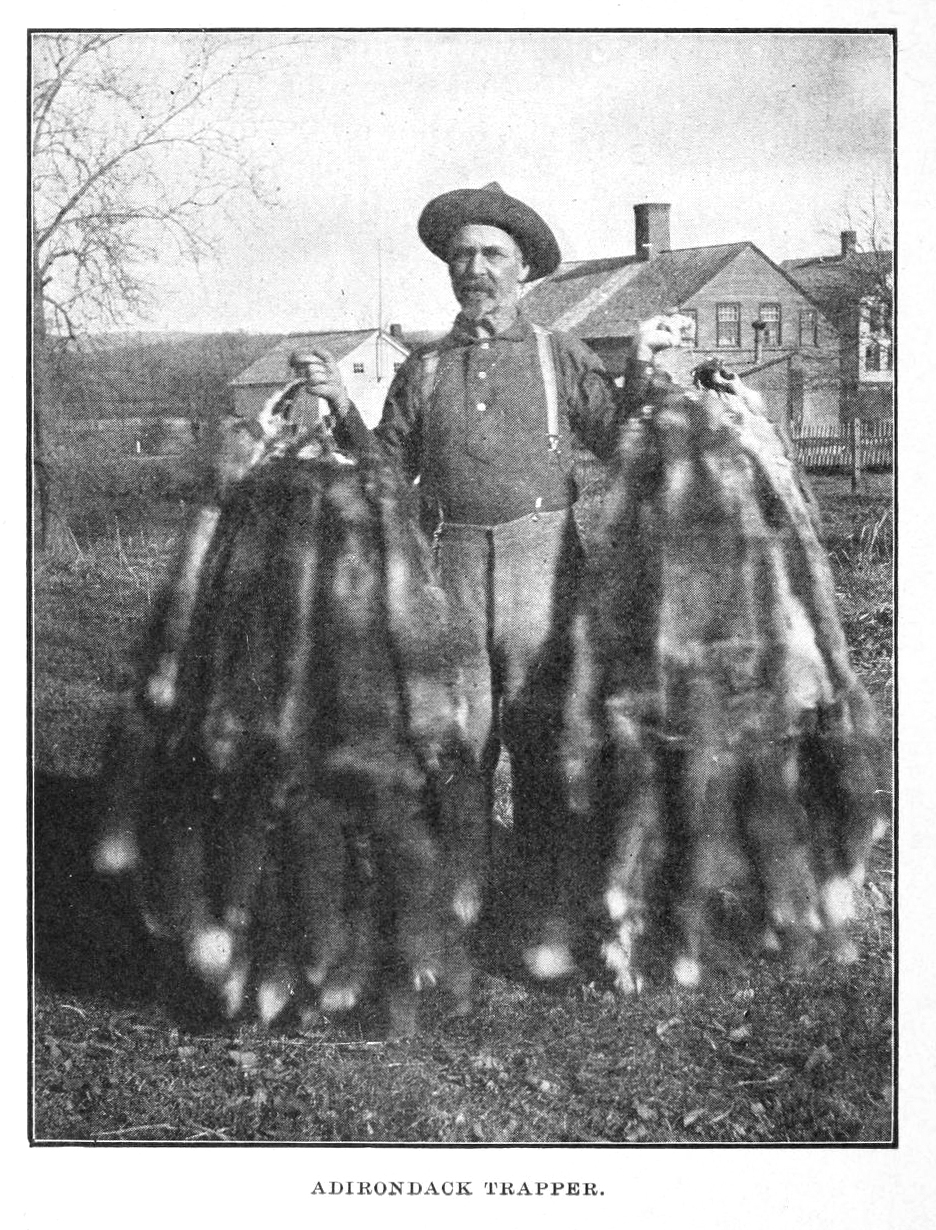
Tramper amb les pells capturades

Un cache de paranyer o cache de tramper, és un tipus d'amagatall temporal, utilitzat d'antuvi per pobles primitius, que fou utilitzat, entre d'altres, pels trampers del nord del continent americà amb la finalitat d'amagar-hi, dissimulant-los, els aliments per a tota la campanya, o bé emmagatzemar-hi les pells recollides preparant el viatge de tornada cap a la civilització, etc.. Aquest hàbit, derivat probablement de l'emmagatzematge animal, existia des del Neolític en les civilitzacions antigues de caçadors-recol·lectors, ras i curt, existia també entre els indis americans quan els trampers van arribar als seus campaments.

## Etimologia

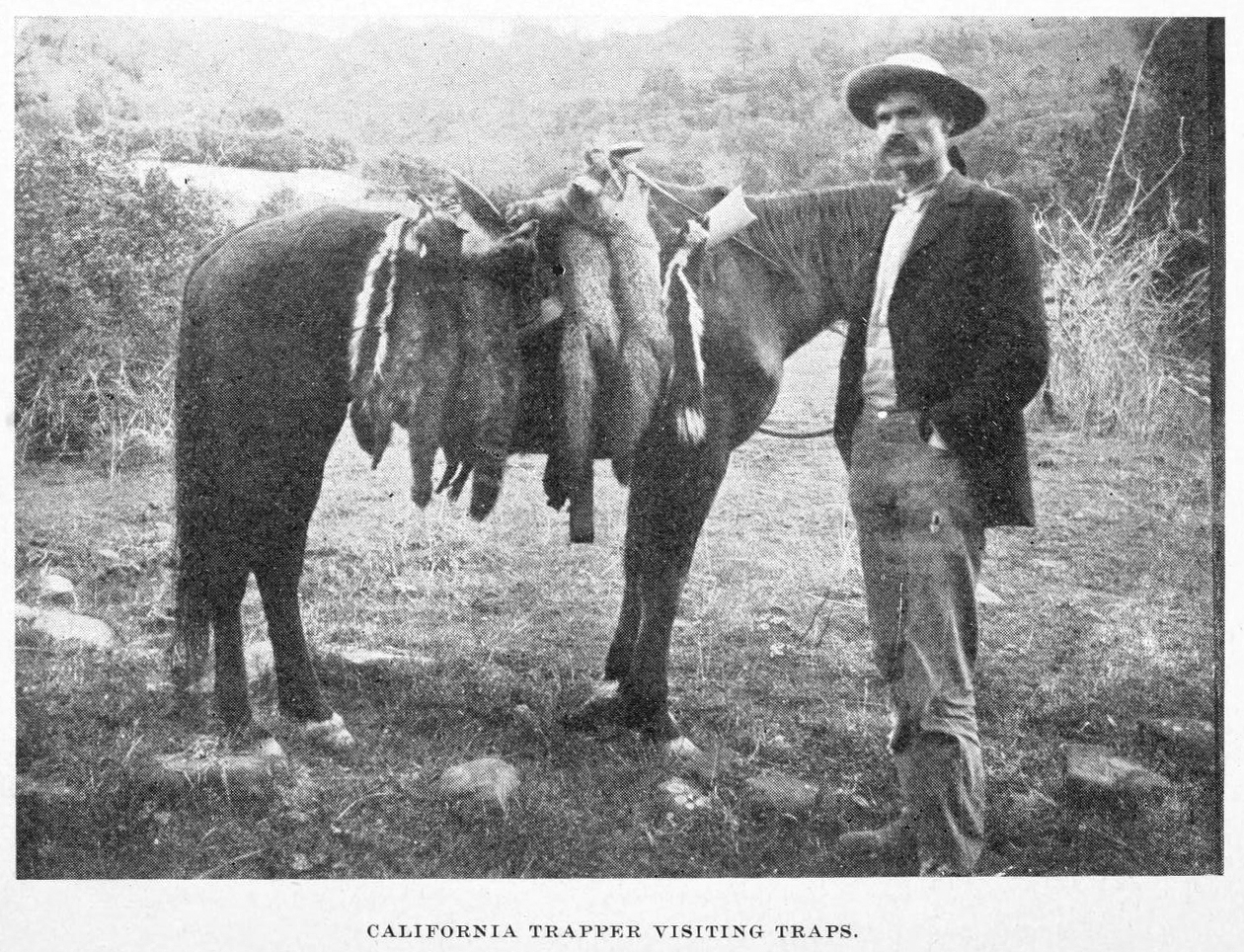
Tramper a punt de tornar al cache

El terme "cache" prové de la paraula francesa "cache" derivada del verb "cacher" que significa ocultar o amagar. El diccionari de Webster de 1911 defineix el cache com: "un forat a terra, fet per amagar i protegir els materials que, per diferents motius, no es volen transportar en aquell moment i poder tornar a buscar-los quan sigui convenient".

## Funcionament
Es pot explicar el funcionament d'un cache de tramper mitjançant els trajectes entre els punts del territori per on el tramper es mou. Siguin aquests punts: O-origen, C-cache, i D-E-F-trampes 
El tramper surt del punt O-origen i quan al cap d'uns 700km, arriba al punt C-cache, en ell hi amaga les provisions per 1 any i continua el viatge cap als altres punts, separats uns 100km de mitjana de C-cache: "D-trampa, E-trampa, F-trampa..", on es dedica a anar posant les trampes objectiu de la seva feina. L'avantatge del cache es fa palesa quan. -tot estant als llocs de les trampes- necessita provisions, no ha de fer els 800 km que el separen del punt O-origen, de fet només ha de fer els 100km que el separen del C-cache on hi té les provisions amagades, aprofitant el viatge per deixar-hi les pells capturades.

## Motius

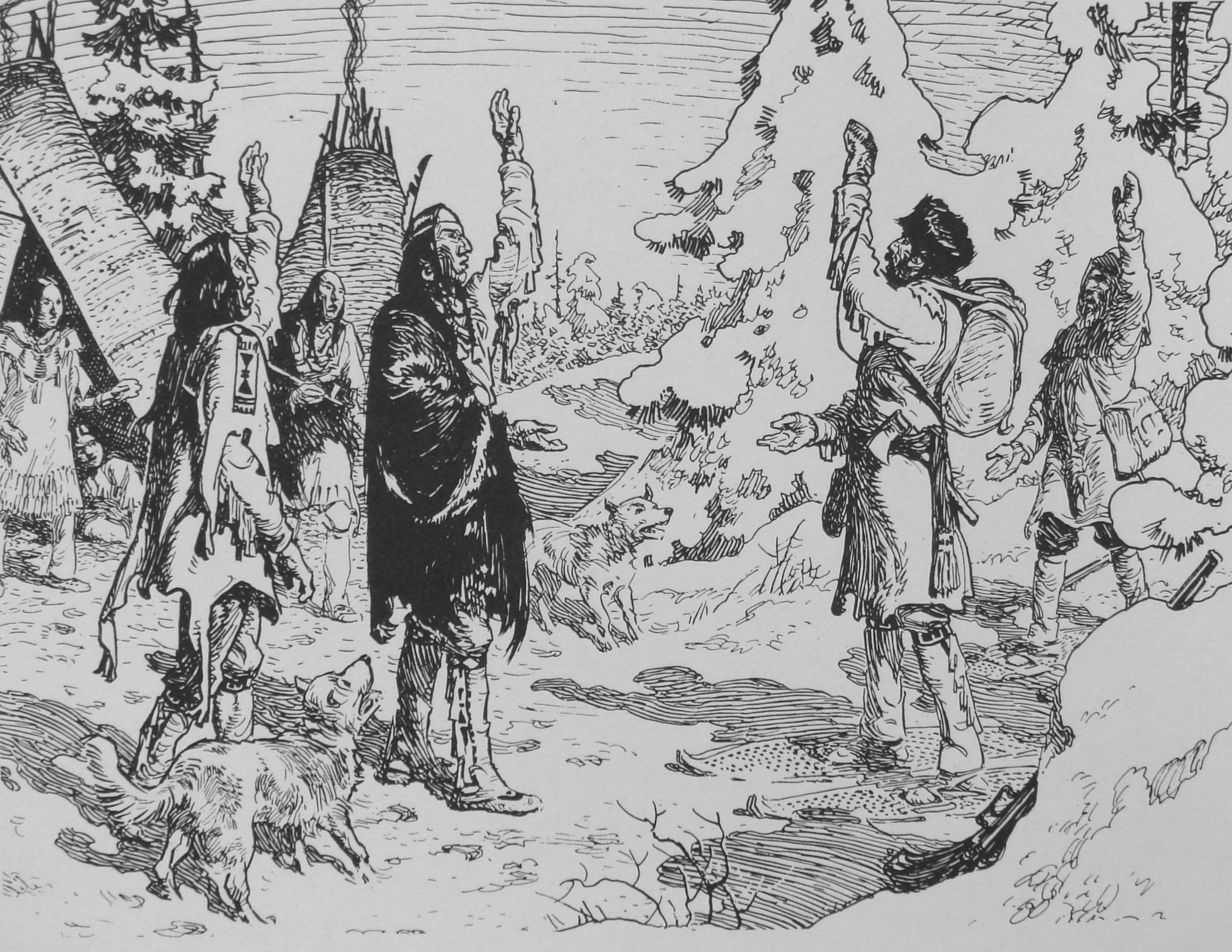
Arribada de Radisson a un campament indígena l'any 1660.

Com s'ha dit abans, hi havia diferent motius per guardar coses dins d'un cache. Entre els tipus d'articles que un tramper alguna vegada hagi pogut amagar dins d'un cache, dins d'una llista incompleta hi hauria els següents: pells de castor, trampes, canons, pólvora, pedres, barres de plom, tabac, ganivets, destrals, cafè, sucre, sal, pernil, porc, fesols, blat de moro, abrics de búfal, mantes de llana, teles, quincalla pels indis i un munt d'altres coses. Els motius del "Mountain man" per utilitzar un cache, variaven segons fos un explorador, un comerciant o un tramper:
- L'explorador podia alleugerir la seva càrrega per una part difícil del seu viatge, o emmagatzemar en el cache articles importants (com aliments, plom i pólvora) per al seu viatge de tornada.
- El comerciant podia emmagatzemar algunes de les seves mercaderies comercials per recuperar-les més tard.
- El tramper necessitava un lloc a on poder amagar les seves pells de castor fins que estava preparat per transportar-les als mercats cap a l'est.

## Construcció

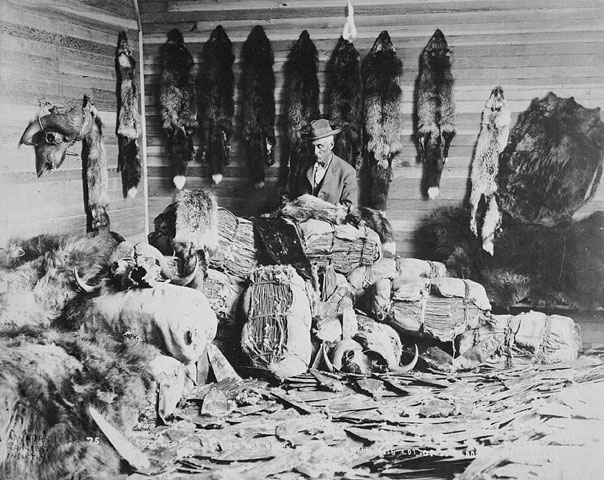
Comerciant de pells canadenc a finals del.

El capità Meriwether Lewis, el 9 de juny de 1805, ho descriu així.
- Un lloc dissimulat
- Un forat fet a terra
- Una tapa dissimulada

Primer cal buscar un lloc adequat per a la construcció, és molt important que sigui ben sec, i, de preferència sobre un terreny pla sense arbres als voltants per evitar les arrels que dificultarien fer el forat a terra.
Es traça un cercle d'unes 20 polzades de diàmetre, es retira amb cura la gespa o herba d'aquest cercle, traient-la tant sencera com sigui possible per tal que es pugui tornar a posar en la mateixa posició quan el cache estigui acabat i ple. Aquest forat circular s'excava llavors perpendicularment fins a la profunditat d'un peu, si el sòl no és gaire ferm, una mica més profund. Després, comença a treballar cap a fora anant-lo eixamplant a mesura que s'avança cap al fons, fins que el forat tingui al voltant de sis o set peus de profunditat, donant-li gairebé la forma d'una tetera, o la part inferior d'un gran alambí. El fons també es fa una mica més profund cap el centre.
Les dimensions del cache han d'estar en proporció amb la quantitat d'articles destinats a ser-hi dipositats. A mesura que s'excava, es treu la terra amb un recipient i amb cura es va col·locant sobre una pell o tela, i després es porta fins a un lloc on es pugui escampar en forma que quedi dissimulada; generalment, en algun rierol proper, on l'aigua la dispersarà sense deixar rastres que podrien conduir al descobriment del cache.
Abans que els béns hi siguin dipositats, han de ser ben secs. A continuació, es recull una parcel·la de petites branques seques, i es fa una base entre-teixint-les, de tres o quatre polzades d'espessor, que després es cobreix amb un mica é cru sec. Llavors, es dipositen els articles, tenint cura d'evitar que toquin les parets, posant altres branques seques a mesura que es va posant la mercaderia. Quan gairebé estigui ple, els productes amb una pell, es cobreix de terra es trepitja bé la primera gespa eliminada, el forat ha de quedar dissimulat i a nivell amb la superfície del terreny circumdant. D'aquesta manera, les pells seques, mercaderies o aliments secs es poden mantenir sense deteriorament durant alguns anys ".

## Usuaris destacats

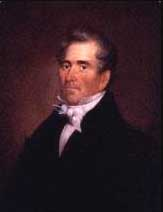
Manuel de Lisa

- John Jacob Astor (17 de juliol de 1763, Walldorf, Alemanya - 29 de març de 1848, Nova York, Estats Units), fill d'un carnisser alemany i el menor de tres germans. Va emigrar a Anglaterra quan era adolescent, treballant com a fabricant d'instruments musicals al costat del seu germà major George Astor. Es va traslladar als Estats Units després de la Guerra d'independència d'aquests, es va dedicar al comerç de pells i va arribar a construir un monopoli, administrant un imperi comercial que es va estendre primer a la regió dels Grans Llacs i al Canadà, i després es va expandir a l'oest dels Estats Units fins a la costa del Pacífic.
- Manuel Lisa (Nova Orleans, 8 de setembre de 1772 — Saint Louis, 12 d'agost de 1820) fou un important comerciant de pells i explorador nord-americà d'origen espanyol (murcià). Fou un dels fundadors de la «Compañía de Pieles San Luis Misuri» i l'explorador més conegut de la seva època als territoris indis dels actuals estats de Missouri i Kansas. Fill d'un funcionari colonial espanyol, va esdevenir un gran amic dels Estats Units en la seva expansió cap a l'oest. Entre 1803 i 1804, va col·laborar com a assessor de l'expedició de Lewis i Clark, que obrí les portes del Far West, i, degut a la seva activitat en el negoci de les pells, Lisa fou molt influent entre les tribus índies i va contribuir al fet que, a la guerra de 1812, fossin aliades dels Estats Units contra la Gran Bretanya.[11]
- John Colter (Stuarts Draft (Virginia), ca.1774 - Missouri, el 7 de maig de 1812 o el 22 de novembre de 1813) va ser un tramper, comerciant de pells, guia i explorador nord-americà que va formar part de l'expedició de Lewis i Clark (1804-1806). Encara que va ser part d'una de les expedicions més famoses de la història, Colter és més recordat per les exploracions que va fer en solitari durant l'hivern de 1807-1808, quan a les ordres de Manuel Lisa, es va convertir en la primera persona d'ascendència europea coneguda que es va incorporar a la regió que ara integra el parc nacional de Yellowstone, sent el primer en veure la serralada Teton i el Jackson Hole. Colter va passar mesos sol en zones verges, sent per aquest motiu generalment considerat com l'arquetip i primer "Mountain man".[12]
- Meriwether Lewis (18 d'agost del 1774 a Charlottesville i mort l'11 d'octubre del 1809 a Hohenwald) fou un explorador, soldat i funcionari estatunidenc, cèlebre pel seu rol com a líder del Corps of Discovery, la missió del qual era explorar el territori adquirit per la compra de Louisiana. En els seus informes va explicar amb tot detall la construcció d'un cache i com i quan utilitzar-lo.[10]
- George Drouillard (1773/75?–1810) era un caçador, intèrpret i parlador amb signes de l'expedició de Lewis i Clark, sovint considerat un dels dos membres més apreciats per Lewis (sent l'altre John Colter). Nascut de pare francès del Canadà i mare shawnee de Detroit, Drouillard va demostrar ser el millor caçador de l'expedició, en particular durant el dur hivern passat a Fort Clatsop. Després de participar en l'expedició, va continuar caçant pells als actuals Wyoming i Montana, treballant per la Compañia de Pieles San Luis Misuri de Manuel Lisa, que el va contractar el 1807. Sovint aventurant-se sol (com John Colter), en particular a les capçaleres del riu Big Horn de Yellowstone i als voltants de les tres forques del Missouri, George Drouillard va ser salvatgement assassinat el maig de 1810 pels indis blackfoot, a la regió de Les Tres Forques.
- Jedediah Smith (1799 – prop de 1831) va ser caçador i comerciant de pells que va realitzar exploracions significatives per l'obertura de l'oest americà als colons europeus i americans. Smith és considerat el primer home d'ascendència europea en creuar el futur estat de Nevada; el primer en travessar Utah de nord a sud i d'oest a est; i el primer americà en arribar a Califòrnia per ruta terrestre. També va ser el primer en escalar Sierra Nevada i en explorar la zona que va des de San Diego fins als bancs del riu Columbia. Va ser un home de negocis d'èxit i soci únic de la Companyia de pells de les Muntanyes Rocoses després de la marxa d'Ashley. Smith tenia una cicatriu destacable al rostre, fruit d'un atac d'os bru.[13]

## Cache en informàtica
Els ordinadors moderns disposen d'una tecnologia que per raó de la similitud amb la funcionalitat d'un cache de tramper, se l'ha batejat amb el nom de cache: si la CPU necessita una dada, la va a buscar a aquest cache d'accés més ràpid (en aquest cas: memòria estàtica més ràpida que la memòria RAM dinàmica del sistema), si no la troba, l'agafa de la memòria lenta del sistema, tenint en compte que aquesta memòria RAM dinàmica, és aproximadament unes 10 vegades més lenta que la memòria RAM estàtica del cache; en altres casos, el cache no té perquè ser una memòria, pot ser "quelcom" que tingui un temps d'accés més ràpid que el temps d'accés al disc dur (disk cache buffer) o un temps de resposta més ràpid que el temps de resposta de la web (web cache).
Cal remarcar que el cache en informàtica és un terme molt genèric i que la traducció de "cache" com "memòria cau" és una traducció parcial i esbiaixada; és una traducció inexacte, ja que no sempre es tracta d'una memòria d'alta velocitat: un cache informàtic pot estar situat a un disk dur.
- El disk cache és un buffer reservat en la memòria RAM (dinàmica) del sistema, o en un pendrive suficientment ràpid emprat com ReadyBoost,[16] que bàsicament, en determinades condicions, pot subministrar les dades amb més rapidesa que un disk dur.[17]
- En el cas del web cache es salven pàgines senceres de molt ús, ni tan sols en memòria RAM sinó en el disc dur d'un servidor més proper (web cache remot) o en el disc dur del propi ordinador de l'usuari (web cache local).